# Liste des Altéo
Cette page est une annexe de l'article « Altéo ».

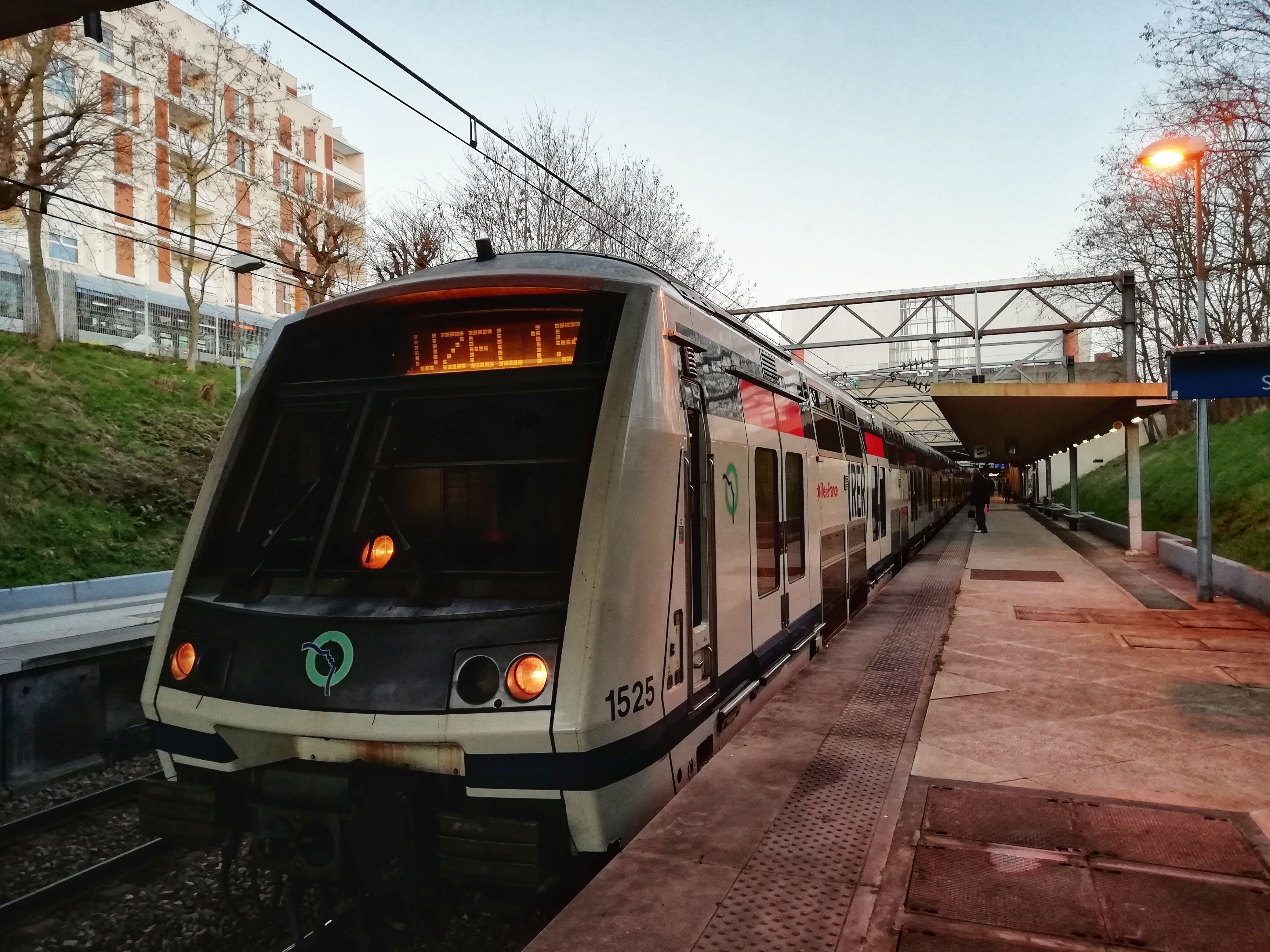
MI 2N Altéo n° 3513 en gare de Cergy-Saint-Christophe.

Cette liste recense les éléments du parc d'Altéo, matériel roulant de la Régie autonome des transports parisiens (RATP) circulant sur la ligne A du RER d'Île-de-France.
Au 18 Août 2025 8 rames sont rénovés 

## État du matériel
| Numérotation | Composition                                       | Mise en service | Date de rénovation (IDFM) | Radiation | Livrée extérieure       | Baptême (Date) | Ligne        | Tranche de la rame | Observation |
| ------------ | ------------------------------------------------- | --------------- | ------------------------- | --------- | ----------------------- | -------------- | ------------ | ------------------ | --- |
| 3501         | ZRBx 1501, ZBx 2501, ZB 3501, ZAB 2502, ZRBx 1502 | 6 juin 1997     |                           | /         | Île-de-France           | /              | (RER) · (A)  | Tranche 1          | |
| 3502         | ZRBx 1503, ZBx 2503, ZB 3502, ZAB 2504, ZRBx 1504 | 6 juin 1997     |                           | /         | Île-de-France           | /              | (RER) · (A)  | Tranche 1          | |
| 3503         | ZRBx 1505, ZBx 2505, ZB 3503, ZAB 2506, ZRBx 1506 | Août 1997       | Décembre 2024             | /         | Île-de-France Mobilités | /              | (RER) · (A)  | Tranche 1          | |
| 3504         | ZRBx 1507, ZBx 2507, ZB 3504, ZAB 2508, ZRBx 1508 | Septembre 1997  |                           | /         | Île-de-France           | /              | (RER) · (A)  | Tranche 1          | |
| 3505         | ZRBx 1509, ZBx 2509, ZB 3505, ZAB 2510, ZRBx 1510 | Juin 1998       | Octobre 2024              | /         | Île-de-France Mobilités | /              | (RER) · (A)  | Tranche 1          | |
| 3506         | ZRBx 1511, ZBx 2511, ZB 3506, ZAB 2512, ZRBx 1512 | Juillet 1998    | Mai 2025                  | /         | Île-de-France Mobilités | /              | (RER) · (A)  | Tranche 1          | |
| 3507         | ZRBx 1513, ZBx 2513, ZB 3507, ZAB 2514, ZRBx 1514 | Août 1998       |                           | /         | Île-de-France           | /              | (RER) · (A)  | Tranche 1          | |
| 3508         | ZRBx 1515, ZBx 2515, ZB 3508, ZAB 2516, ZRBx 1516 | Septembre 1998  |                           | /         | Île-de-France           | /              | (RER) · (A)  | Tranche 1          | |
| 3509         | ZRBx 1517, ZBx 2517, ZB 3509, ZAB 2518, ZRBx 1518 | Juin 1999       |                           | /         | Île-de-France           | /              | (RER) · (A)  | Tranche 1          | |
| 3510         | ZRBx 1519, ZBx 2519, ZB 3510, ZAB 2520, ZRBx 1520 | Juillet 1999    |                           | /         | Île-de-France           | /              | (RER) · (A)  | Tranche 1          | |
| 3511         | ZRBx 1521, ZBx 2521, ZB 3511, ZAB 2522, ZRBx 1522 | Août 1999       |                           | /         | Île-de-France           | /              | (RER) · (A)  | Tranche 1          | |
| 3512         | ZRBx 1523, ZBx 2523, ZB 3512, ZAB 2524, ZRBx 1524 | Août 1999       |                           | /         | Île-de-France           | /              | (RER) · (A)  | Tranche 1          | |
| 3513         | ZRBx 1525, ZBx 2525, ZB 3513, ZAB 2526, ZRBx 1526 | septembre 1999  |                           | /         | Île-de-France           | /              | (RER) · (A)  | Tranche 1          | |
| 3514         | ZRBx 1527, ZBx 2527, ZB 3514, ZAB 2528, ZRBx 1528 | septembre 1999  |                           | /         | Île-de-France           | /              | (RER) · (A)  | Tranche 1          | |
| 3515         | ZRBx 1529, ZBx 2529, ZB 3515, ZAB 2530, ZRBx 1530 | juin 2000       |                           | /         | Île-de-France           | /              | (RER) · (A)  | Tranche 1          | |
| 3516         | ZRBx 1531, ZBx 2531, ZB 3516, ZAB 2532, ZRBx 1532 | juillet 2000    |                           | /         | Île-de-France           | /              | (RER) · (A)  | Tranche 1          | |
| 3517         | ZRBx 1533, ZBx 2533, ZB 3517, ZAB 2534, ZRBx 1534 | aout 2000       |                           | /         | Île-de-France           | /              | (RER) · (A)  | Tranche 1          | |
| 3518         | ZRBx 1535, ZBx 2535, ZB 3518, ZAB 2536, ZRBx 1536 | Septembre 2001  |                           | /         | Île-de-France           | /              | (RER) · (A)  | Tranche 2          | |
| 3519         | ZRBx 1537, ZBx 2537, ZB 3519, ZAB 2538, ZRBx 1538 | Octobre 2001    | Octobre 2024              | /         | Île-de-France Mobilités | /              | (RER) · (A)  | Tranche 2          | Prototype de rénovation de MI 2N réalisé chez CAF dans son site berceau de Beasain, en pays basque espagnol                                                                                             |
| 3520         | ZRBx 1539, ZBx 2539, ZB 3520, ZAB 2540, ZRBx 1540 | Janvier 2002    | Août 2025                 | /         | Île-de-France Mobilités | /              | (RER) · (A)  | Tranche 2          | |
| 3521         | ZRBx 1541, ZBx 2541, ZB 3521, ZAB 2542, ZRBx 1542 | Février 2002    |                           | /         | Île-de-France           | /              | (RER) · (A)  | Tranche 2          | |
| 3522         | ZRBx 1543, ZBx 2543, ZB 3522, ZAB 2544, ZRBx 1544 | Mars 2002       |                           | /         | Île-de-France Mobilités | /              | (RER) · (A)  | Tranche 2          | |
| 3523         | ZRBx 1545, ZBx 2545, ZB 3523, ZAB 2546, ZRBx 1546 | Avril 2002      | Décembre 2024             | /         | Île-de-France Mobilités | /              | (RER) · (A)  | Tranche 2          | |
| 3524         | ZRBx 1547, ZBx 2547, ZB 3524, ZAB 2548, ZRBx 1548 | Mai 2002        |                           | /         | Île-de-France           | /              | (RER) · (A)  | Tranche 2          | |
| 3525         | ZRBx 1549, ZBx 2549, ZB 3525, ZAB 2550, ZRBx 1566 | Juin 2002       |                           | /         | Île-de-France           | /              | (RER) · (A)  | Tranche 2          | La ZRBx1550 est endommagée à la suite d'une collision avec la ZRBx1581 et est remplacée par la ZRBx1566.                                                                                                |
| 3526         | ZRBx 1551, ZBx 2551, ZB 3526, ZAB 2552, ZRBx 1552 | Juillet 2002    |                           | /         | Île-de-France           | /              | (RER) · (A)  | Tranche 2          | |
| 3527         | ZRBx 1553, ZBx 2553, ZB 3527, ZAB 2554, ZRBx 1554 | Août 2002       | Août 2025                 | /         | Île-de-France Mobilités | /              | (RER) · (A)  | Tranche 2          | |
| 3528         | ZRBx 1555, ZBx 2555, ZB 3528, ZAB 2556, ZRBx 1556 | Septembre 2002  |                           | /         | Île-de-France           | /              | (RER) · (A)  | Tranche 2          | |
| 3529         | ZRBx 1557, ZBx 2557, ZB 3529, ZAB 2558, ZRBx 1558 | Octobre 2002    |                           | /         | Île-de-France           | /              | (RER) · (A)  | Tranche 2          | |
| 3530         | ZRBx 1559, ZBx 2559, ZB 3530, ZAB 2560, ZRBx 1560 | Janvier 2003    |                           | /         | Île-de-France           | /              | (RER) · (A)  | Tranche 2          | |
| 3531         | ZRBx 1561, ZBx 2561, ZB 3531, ZAB 2562, ZRBx 1562 | Février 2003    | Mai 2025                  | /         | Île-de-France Mobilités | /              | (RER) · (A)  | Tranche 3          | |
| 3532         | ZRBx 1563, ZBx 2563, ZB 3532, ZAB 2564, ZRBx 1564 | Mars 2003       |                           | /         | Île-de-France           | /              | (RER) · (A)  | Tranche 3          | |
| 3533         | ZRBx 1581, ZBx 2565, ZB 3533, ZAB 2566, ZRBx 1550 | Avril 2003      |                           | /         | Île-de-France           | /              | Indisponible | Tranche 3          | Incendie en gare de Cergy-Saint-Christophe le 26 février 2021, ayant particulièrement endommagé la ZAB 2566. Les ZRBx ont été réutilisées pour recomposer les rames accidentées : Z1549/50 et Z1581/82. |
| 3534         | ZRBx 1567, ZBx 2567, ZB 3534, ZAB 2568, ZRBx 1568 | Mai 2003        |                           | /         | Île-de-France           | /              | (RER) · (A)  | Tranche 3          | |
| 3535         | ZRBx 1569, ZBx 2569, ZB 3535, ZAB 2570, ZRBx 1570 | Juin 2003       |                           | /         | Île-de-France           | /              | (RER) · (A)  | Tranche 3          | |
| 3536         | ZRBx 1571, ZBx 2571, ZB 3536, ZAB 2572, ZRBx 1572 | novembre 2004   |                           | /         | Île-de-France           | /              | (RER) · (A)  | Tranche 3          | |
| 3537         | ZRBx 1573, ZBx 2573, ZB 3537, ZAB 2574, ZRBx 1574 | Janvier 2005    |                           | /         | Île-de-France Mobilités | /              | (RER) · (A)  | Tranche 3          | |
| 3538         | ZRBx 1575, ZBx 2575, ZB 3538, ZAB 2576, ZRBx 1576 | Février 2005    |                           | /         | Île-de-France           | /              | (RER) · (A)  | Tranche 3          | |
| 3539         | ZRBx 1577, ZBx 2577, ZB 3539, ZAB 2578, ZRBx 1578 | Février 2005    |                           | /         | Île-de-France           | /              | (RER) · (A)  | Tranche 3          | |
| 3540         | ZRBx 1579, ZBx 2579, ZB 3540, ZAB 2580, ZRBx 1580 | Mars 2005       |                           | /         | Île-de-France Mobilités | /              | (RER) · (A)  | Tranche 3          | |
| 3541         | ZRBx 1565, ZBx 2581, ZB 3541, ZAB 2582, ZRBx 1582 | Avril 2005      |                           | /         | Île-de-France           | /              | (RER) · (A)  | Tranche 3          | La ZRBx1581 est endommagée à la suite d'une collision avec la ZRBx1550 et est remplacée par la ZRBx1565.                                                                                                |
| 3542         | ZRBx 1583, ZBx 2583, ZB 3542, ZAB 2584, ZRBx 1584 | Mai 2005        |                           | /         | Île-de-France           | /              | (RER) · (A)  | Tranche 3          | |
| 3543         | ZRBx 1585, ZBx 2585, ZB 3543, ZAB 2586, ZRBx 1586 | Juin 2005       |                           | /         | Île-de-France Mobilités | /              | (RER) · (A)  | Tranche 3          | Incendie en gare de Nanterre-Préfecture le 10 octobre 2015. |